# Viola nemenyiana
Viola nemenyiana är en violväxtart som beskrevs av Wagner. Viola nemenyiana ingår i släktet violer, och familjen violväxter. Inga underarter finns listade i Catalogue of Life.